# آرثر هنريكي فييرا أرواخو
آرثر هنريكي فييرا أرواخو (17 يونيو 1999 ببيلو هوريزونتي في البرازيل - ) هو لاعب كرة قدم برازيلي في مركز الدفاع. لعب مع نادي كروزيرو.

## وصلات خارجية
- آرثر هنريكي فييرا أرواخو على موقع قاعدة بيانات كرة القدم.إي يو (الإنجليزية)
- آرثر هنريكي فييرا أرواخو على موقع Soccerway.com (الإنجليزية)